# پادشاه دینگ ژو
پادشاه دینگ از ژو (به چینی: 周定王) با نام شخصی جی یو (به چینی: 姬瑜)؛ بیست‌ویکمین پادشاه دودمان ژو و نهمین پادشاه ژو خاوری بود. او پسر پادشاه چینگ ژو بود و جانشین برادرش پادشاه کوآنگ ژو شد و از ۶۰۶ تا ۵۸۶ پ. م سلطنت کرد. پس از او پسرش پادشاه جیان ژو به سلطنت رسید.
او مقام رسمی‌ای به نام وانگسون من را فرستاد تا هدایایی به ارتش چو بدهد. او با شاهزاده ژوآنگ دیدار کرد.

## خانواده
همسر
- ملکه دینگ ژو از قبیله جیانگ چی (周定後 姜姓)؛ احتمالا دختر حاکم هوی چی

پسران
- شاهزاده یی (王子夷؛ مرگ ۵۷۲ پ. م)؛ پادشاه جیان ژو